# Benelux
Benelux je zajednica u Zapadnoj Europi koja je osnovana 5. rujna 1944. Sastoji se od tri međusobno susjedne monarhije, Belgije, Nizozemske i Luksemburga. Ime ove zajednice je spoj početnih slova svake od ovih zemalja. 

## Osnivanje
Dogovor o osnivanju carinske unije Beneluxa potpisale su 1944. godine vlade ovih država u Londonu, a dogovor je proveden 1947. godine. Ovaj dogovor je od 1960. godine zamijenila Beneluška gospodarska zajednica. Ovom dogovoru je prethodila Belgijsko-luksemburška gospodarska zajednica, koja je utemeljena 1925. godine. Osnivanje ove zajednice je uvelike potaknulo osnivanje Europske unije..

## Parlament
Parlament Beneluksa je osnovan 1955. godine. Sastoji se od 21 zastupnika nizozemskog parlamenta, 21 zastupnika Belgijskog državnog i regionalnog parlamenta i 7 zastupnika luksemburškog parlamenta.

## Gospodarska zajednica
Ugovor o osnivanju Beneluške gospodarske zajednice (nizozemski: Benelux Economische Unie, francuski:Union Économique Benelux) je potpisan 1958. godine, a sproveden 1960. godine kako bi se promovirala slobodna razmjena radnika, usluga, novca i dobara u regiji. Glavno tajništvo se nalazi u Bruxellesu. 
Pravni sustavi su većinom međusobno usklađeni, ali se međusobno ne mogu mješati u unutarnje probleme svake od države članica.
Godine 1965. osnovan je Beneluški sud pravde koji je počeo djelovati od 1975. godine. Sud se sastoji od sudaca visokih sudova iz svake od država članica. Njegovo sjedište se nalazi u Bruxellesu.
Ugovor o gospodarskoj zajednici istječe 2010. godine, a vjerojatno će biti zamijenjen novim nadopunjenim ugovorom.